# Musée historique de La Haye
Le musée historique de La Haye est un musée sur l'histoire de la ville situé dans l'ancien bâtiment Sint Sebastiaansdoelen (nl), le long de l'étang Korte Vijverberg (nl) à La Haye. 

## Expositions
Le rez-de-chaussée et le premier étage de l'établissement sont dédiés à la collection permanente et aux grandes expositions temporaires. Cela regroupe essentiellement une large collection haguenaise. Le musée relate l'histoire de la Haye à partir d'objets, de peintures du XVIe au XXIe siècle, notamment un salon reconstitué du XIXe. Il présente également les événements survenus durant la Seconde Guerre mondiale.
Au cours des dernières années, le musée a notamment organisé des expositions sur 50 ans de Golden Earring, Isaac Israëls, l'Académie des épinards, Alexine Tinne et The Hague Humor. 
Le deuxième étage du bâtiment accueille des petites expositions.    
Au sous-sol, le musée dévoile le projet MijnDenHaag, un projet participatif comprenant une centaine de participants qui  racontent l'histoire de leur objet et leur lien avec la ville.

## Collection
Le musée possède une collection de 7 700 objets particulièrement éclectiques avec des coupes d'argent, le paysage urbain de La Haye de près de cinq mètres de large de Jan van Goyen, des peintures de peintres tels que Jan van Ravesteyn, Paulus Constantijn la Fargue, Floris Arntzenius (en), Gerard Hoet, Jan Mytens , Gerard van Honthorst, Jan Steen. Il est également possible de contempler les reliques mortuaires des frères De Witt : le doigt de Cornelis de Witt et la langue de Johan de Witt. 
Il est également possible de découvrir des maisons de poupées de Lita de Ranitz (en) (dont une est particulièrement exceptionnelle réalisée par Herman Rosse). Cette dernière collectionnait les maisons de poupées et les décorait entièrement.       

## Galerie

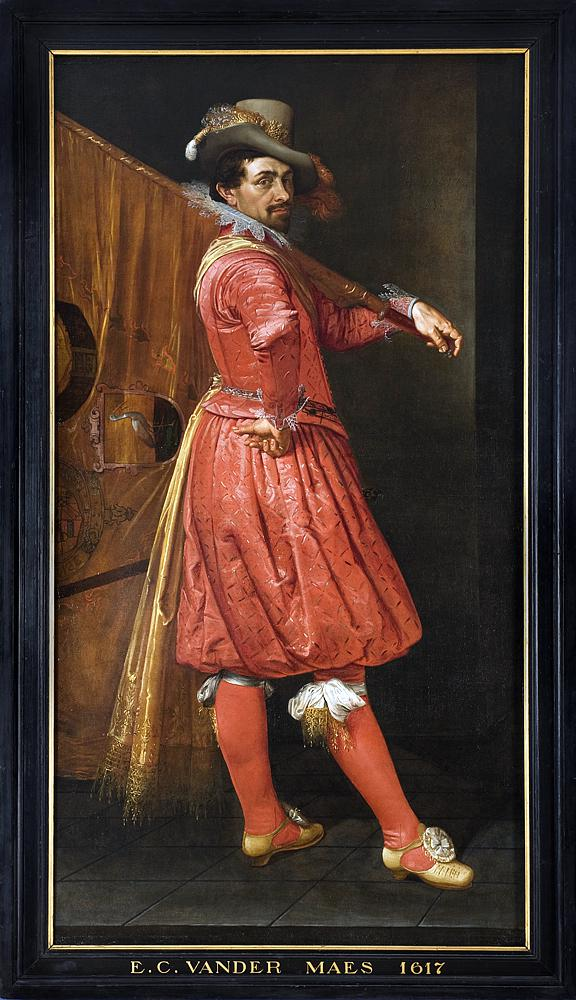
Willem Jansz Cock, porte-drapeau de l'Oranje Vendel, 1617, d'Everard Crynsz. van der Maes
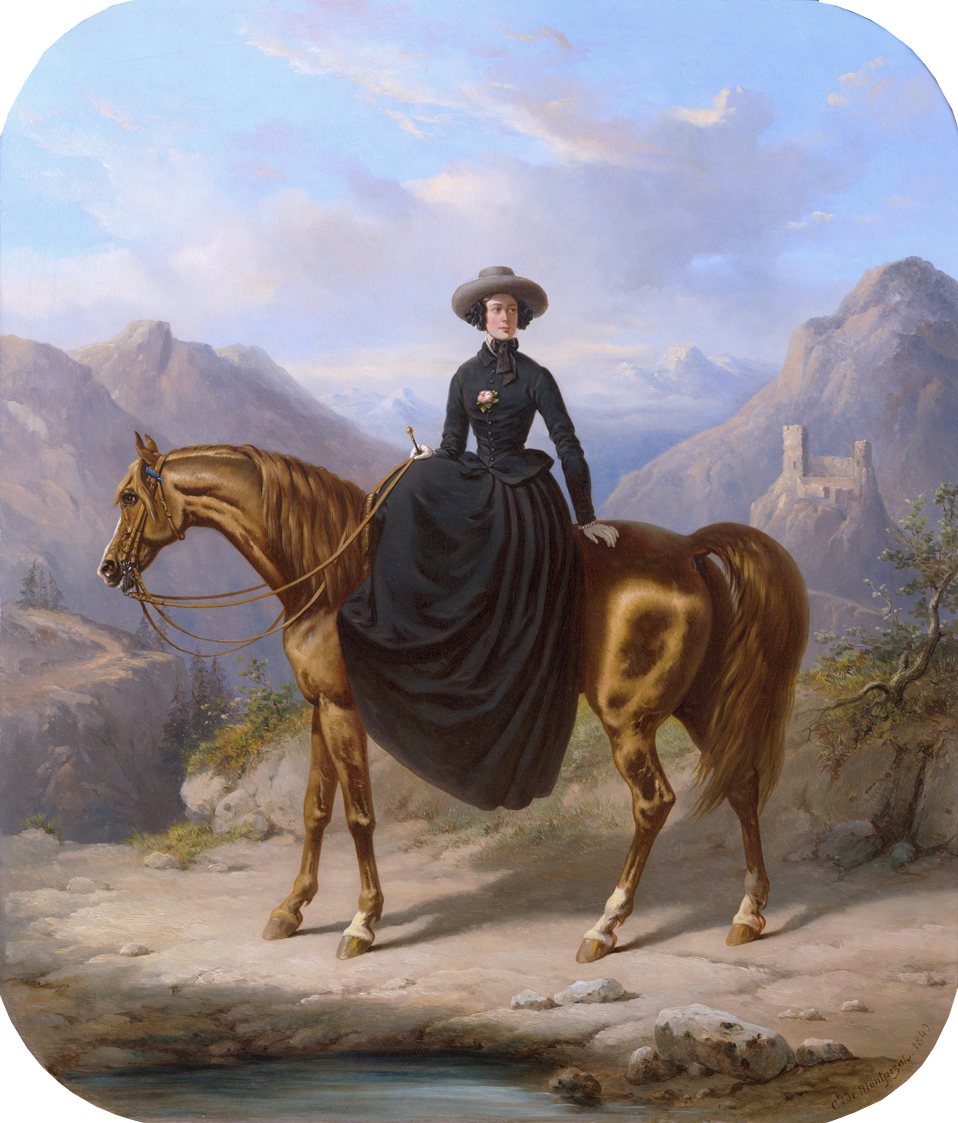
Alexine Tinne, 1849, par Henry Auguste d'Ainecy de Montpezat
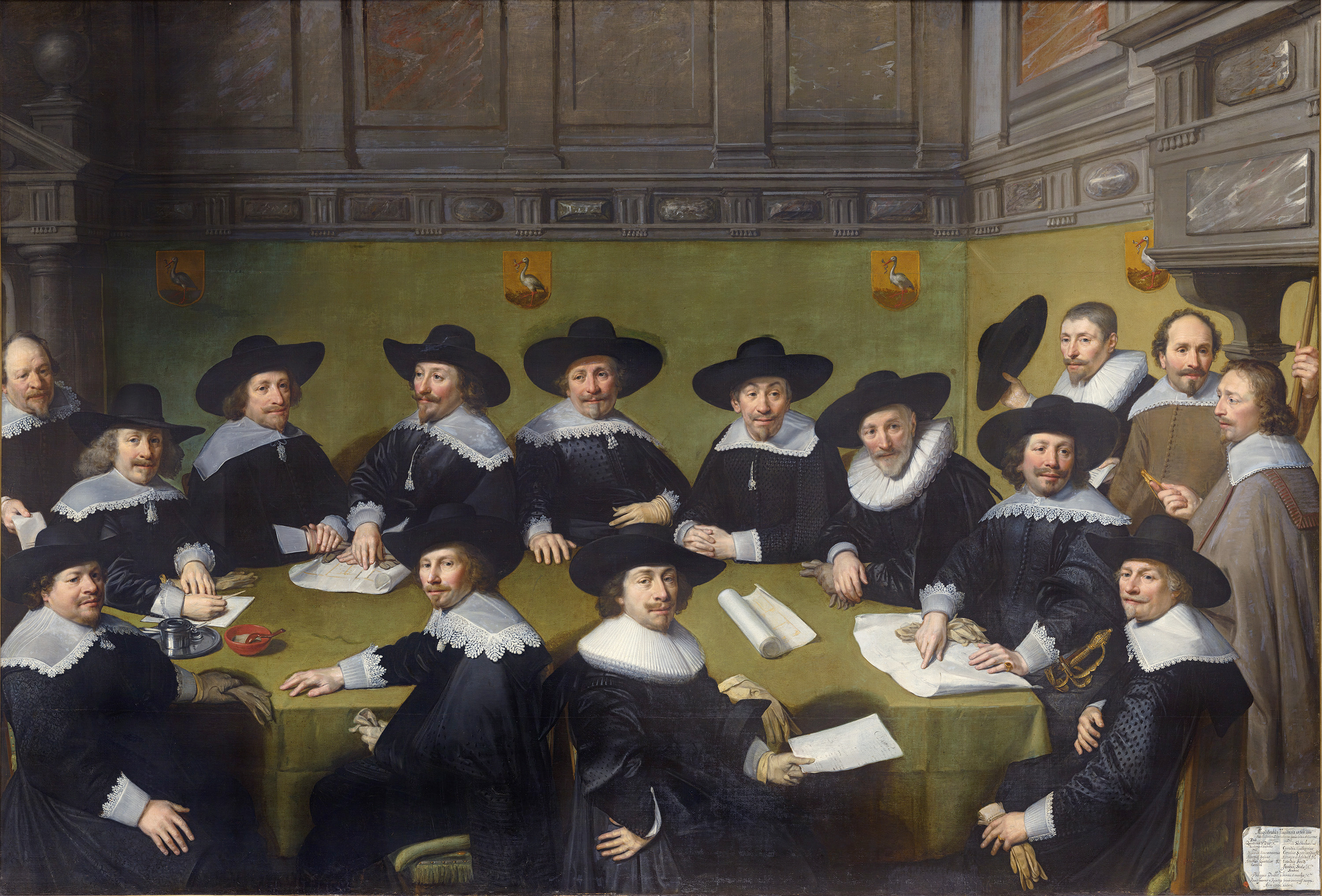
De Haagse Magistraat, 1636, par Jan Antonisz. van Ravesteyn
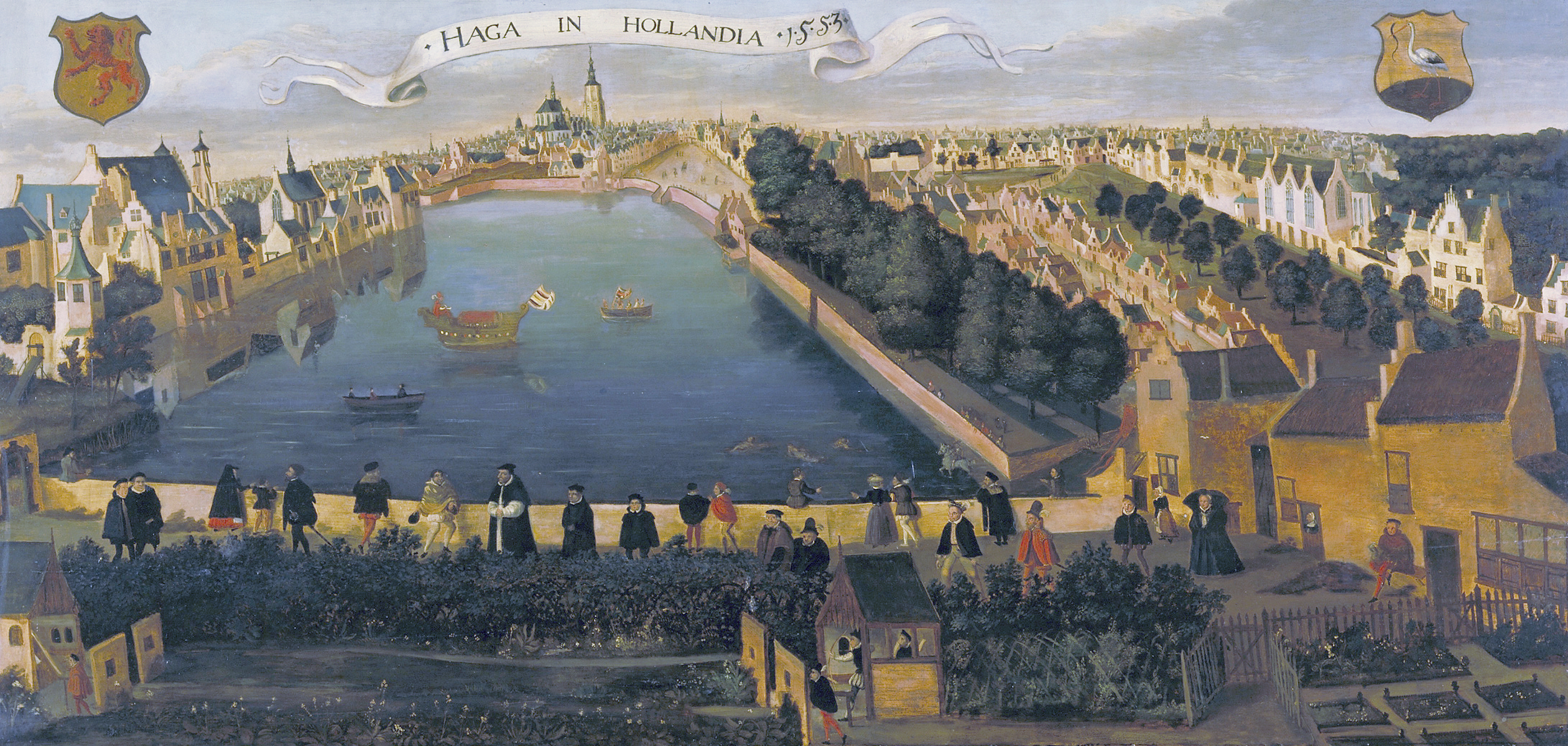
Le Hofvijver à La Haye du Doelenterrein, 1553, artiste inconnu
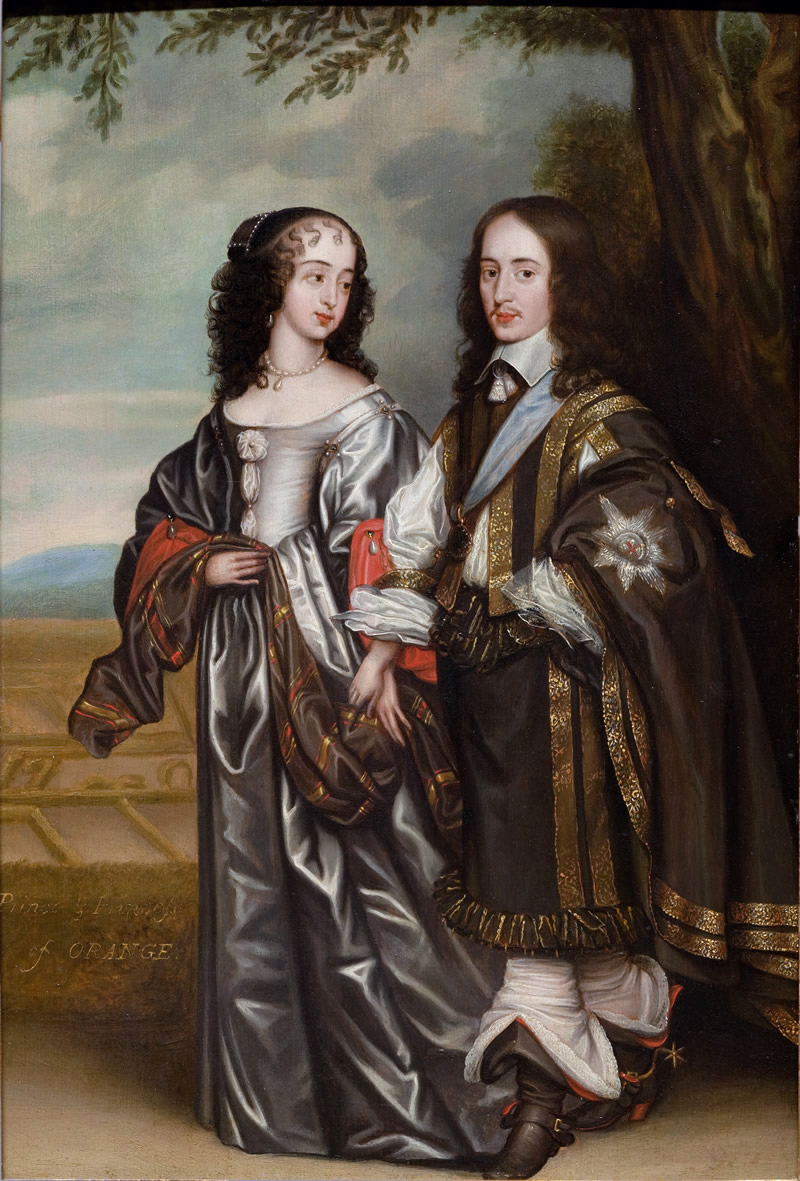
Willem II, prince d'Orange et Maria Stuart, vers 1650, par Gerrit van Honthorst
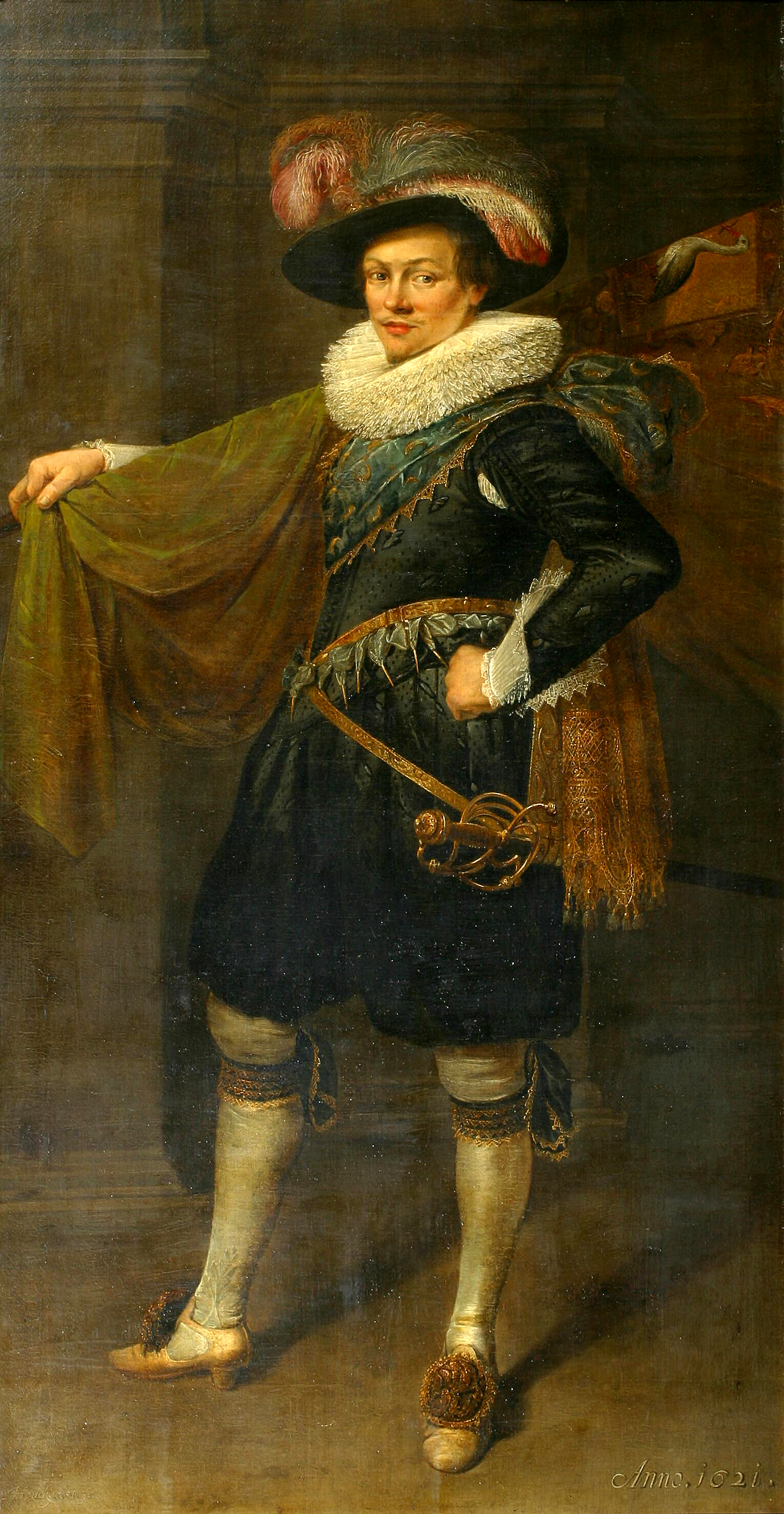
Le porte-drapeau du Groene Vendel, 1621, par Joachim Houckgeest